# Ma-Noa Parque
Manoa Park foi um parque aquático do litoral nordestino localizado no estado do Rio Grande do Norte. Localiza-se à beira da Praia de Maracajaú no município de Maxaranguape à 55 km de Natal, a capital do estado. Além do Park com toboáguas, giant slide, cascatas, bar molhado (dentro da piscina), quadra de vôlei de praia, um rio lento com passeio de bóia e um parque-aquático infantil, oferece restaurante, quiosques com serviço de praia e hospedagem nos nosso Manoa Flat. Além disso, o Manoa oferece serviço de passeio aos Parrachos de Maracajaú com uma espécie de balsa-plataforma que comporta até 200 pessoas e oferece serviço de bar e banheiro, temos também com muita aventura os passeios de Buggy, Quadriciclo e passeio a cavalo. Pra quem é do esporte o Manoa oferece o Kite Surf.

## Fechamento
O Manoa anunciou seu fechamento em junho de 2020. No comunicado, na época, a direção do local apenas agradeceu aos fornecedores e empresários. 
Com o passar do tempo, o abandono tomou conta. Os toboáguas foram sucateados, assim como as estruturas físicas de quiosques e restaurantes. 
Além disso, o Manoa também foi alvo da bandidagem, que passaram a furtar itens estruturais do local. 
No final de dezembro de 2021, por exemplo, três homens foram presos saindo do parque aquático com um caminhão carregado de madeiramento. A equipe realizou a abordagem a três indivíduos que não tinham qualquer comprovação de autorização para adentrar na propriedade privada, nem tampouco de retirar objetos do local.